# Idaea europaea
Idaea europaea är en fjärilsart som beskrevs av Eugen Wehrli 1934. Idaea europaea ingår i släktet Idaea och familjen mätare. Inga underarter finns listade i Catalogue of Life.